# 劉子銓
劉子銓（2003年1月30日—），男，臺灣演員。藝人劉亮佐與陈瑾之子。14歲主演出道作品《你的孩子不是你的孩子》，在《媽媽的遙控器》中擔綱演出男主角紀培偉
。2018年主演由柯貞年執導的電影《無聲》（2020年上映）與王小棣執導的電視劇《你那邊怎樣·我這邊OK》。隨後參與了吳念真導演與綠光劇團《人間條件2—她和她生命中的男人們》於2019年的舞台劇巡演，扮演ABC孫子Tony一角，2021年以電影《無聲》獲得第51屆印度國際影展最佳男演員銀孔雀獎。

## 影視作品

### 長篇電影
| 播出年份 | 電影名稱       | 演出角色 | 導演   |
| 2020年   | 《無聲》       | 張誠     | 柯貞年 |
| 2023年   | 《化劫》       | 小胖     | 施文翰 |
| 2023年   | 《周處除三害》 | 金毛     | 黃精甫 |

### 電視電影
| 播出年份 | 戲劇名稱                              | 演出角色 | 導演   | 播出頻道          |
| 2018年   | 《你的孩子不是你的孩子-媽媽的遙控器》 | 紀培偉   | 陳慧翎 | 公共電視、Netflix |
| 2024年   | 《你，敢不敢？－置物櫃的少女》        | 志誠     | 郭涵涓 | Netflix           |

### 長篇劇集
| 播出年份 | 戲劇名稱                | 演出角色         | 導演           | 播出頻道                                   |
| 2019年   | 《你那邊怎樣·我這邊OK》 | 王庭鈺           | 王小棣         | 台視、八大戲劇台、新傳媒U頻道、新傳媒8頻道 |
| 2024年   | 《誰是被害者2》         | 林明誠(高中時期) | 莊絢維、陳冠仲 | Netflix                                    |
| 2025年   | 《我們與惡的距離 II》   | 胡冠駿           | 林君陽         | 公視、CATCHPLAY+                           |
| 2026年   | 《沉默的審判》          | 阿不             | 黃精甫         |                                            |

### 迷你劇集
| 播出年份 | 戲劇名稱                              | 演出角色     | 導演   | 播出頻道 |
| 2020年   | 「76号恐怖書店之恐懼罐頭」-《捉迷藏》 | 王少華       | 洪子鵬 | myVideo  |
| 2020年   | 「76号恐怖書店之恐懼罐頭」-《飢餓》   | 便利商店店員 | 莊絢維 | myVideo  |

### 舞台劇
| 演出年份 | 劇團名稱               | 舞台劇名稱                         | 演出角色 | 導演   |
| 2018年   | 表演工作坊             | 《寶島一村》                       | 特別演出 | 賴聲川 |
| 2019年   | 綠光劇團               | 《人間條件2—她和她生命中的男人們》 | Tony     | 吳念真 |
| 2022年   | 華文音樂劇             | 《夢幻愛程》                       | Matt     | 曾慧誠 |
| 2023年   | 三點水製藝文化有限公司 | 《台北大空襲》                     | 阿誠     | 高天恒 |

### MV
| 演出年份 | 歌手   | 歌曲                                  | 導演   |
| 2022     | 八三夭 | 我不想你想你了 （页面存档备份，存于） | 殷振豪 |

## 獎項紀錄
| 年份   | 頒獎典禮                   | 獎項               | 作品     | 角色 | 結果 |
| ------ | -------------------------- | ------------------ | -------- | ---- | ---- |
| 2021年 | 第51屆印度國際影展         | 最佳男演員銀孔雀獎 | 《無聲》 | 張誠 | 獲獎 |
| 2021年 | 第12屆青年電影手冊年度盛典 | 年度男演員         | 《無聲》 | 張誠 | 提名 |
| 2021年 | 第23屆台北電影獎           | 最佳新演員獎       | 《無聲》 | 張誠 | 提名 |

## 外部連結
- 劉子銓的Facebook專頁
- 劉子銓的Instagram帳戶
- 劉子銓的新浪微博
- 劉子銓在台灣電影網上的資料（繁體中文）
- 華文影史庫 劉子銓 簡介 （页面存档备份，存于）